# Эпиталама
Эпитала́ма (от др.-греч. ἡ ἐπιθαλάμιος ᾠδή — свадебная песня) — свадебная песня у греков, а также римлян, которую пели перед невестой или в спальне новобрачных юноши и девушки.
В современной оперной музыке популярна эпиталама Виндекса из оперы Антона Рубинштейна «Нерон». Одна из частей «Триумфа Афродиты» Карла Орфа также носит название «эпиталама».